# Die Marie vom Hafen
Die Marie vom Hafen (französisch: La Marie du port) ist ein Roman des belgischen Schriftstellers Georges Simenon. Er entstand im Oktober 1937 in Port-en-Bessin, Calvados und erschien im Folgejahr bei der Éditions Gallimard nach einer Vorabveröffentlichung in der Tageszeitung Le Jour vom 15. Januar bis 6. Februar 1938. Die erste deutsche Übersetzung von Ursula Vogel veröffentlichte 1989 der Diogenes Verlag. Eine Neuübersetzung von Claudia Kalscheuer erschien 2019 bei Hoffmann und Campe. Im Jahr 1949 verfilmte Marcel Carné den Roman mit Jean Gabin in der Hauptrolle.

## Inhalt

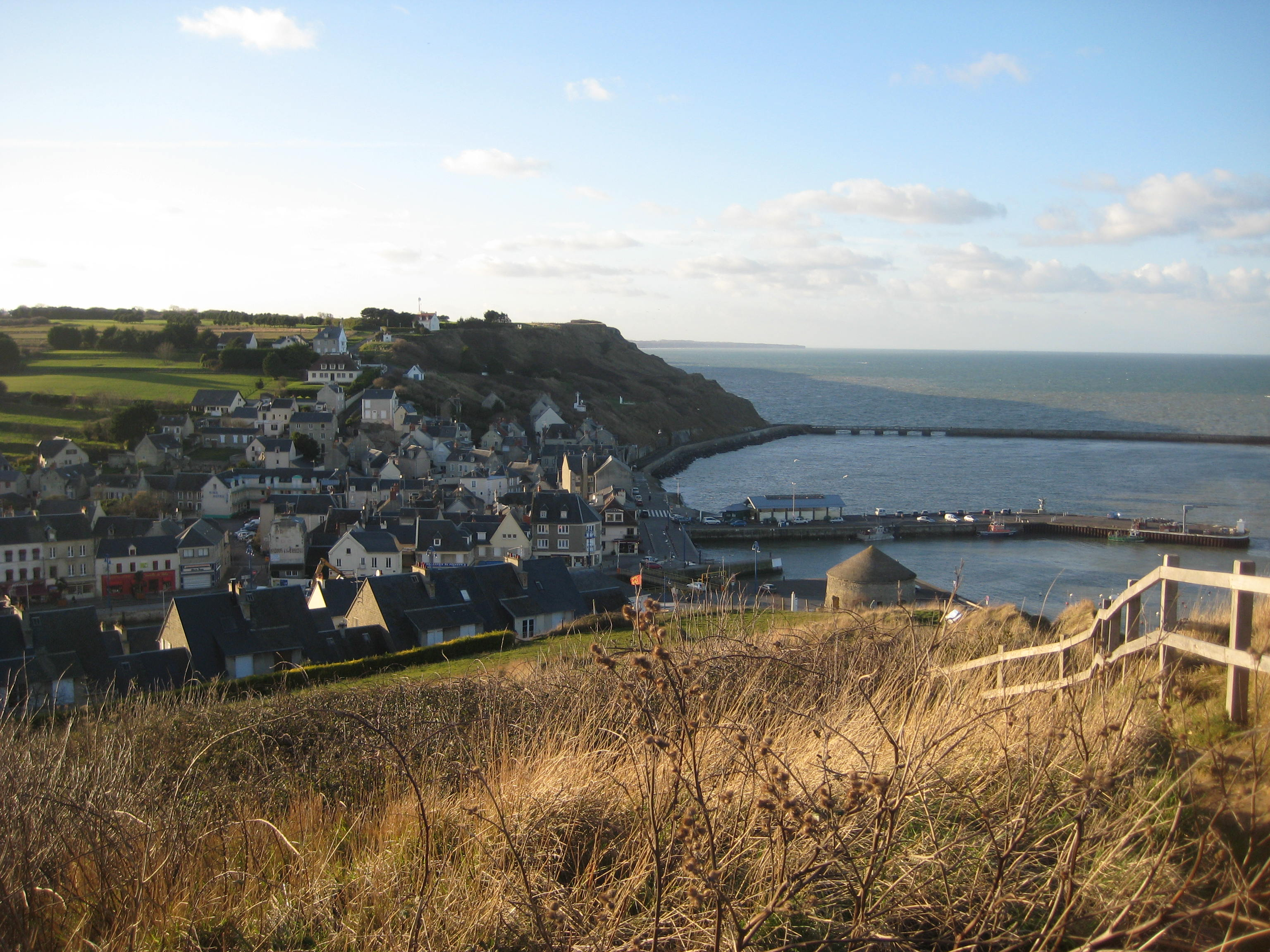
Blick auf das heutige Port-en-Bessin-Huppain

Der Tod ihres Vaters macht die 17-jährige Marie Le Flem aus dem kleinen Fischerdorf Port-en-Bessin in der Normandie zur Waise. Während ihre jüngeren Geschwister auf die Familie verteilt werden und die ältere Schwester Odile bei ihrem Geliebten in der nahe gelegenen Stadt Cherbourg wohnt, wofür sie im Ruf eines gefallenen Mädchens steht, hat Marie für ihr Leben eigene Pläne. Das Mädchen, das schon seit jeher den Spitznamen „Heimlichtuerin“ trägt, weil sie niemandem ihre Gedanken offenbart, bleibt alleine in Port, wo sie im Café de la Marine arbeitet und ihre Mündigkeit betreibt.
Bei der Beerdigung ihres Vaters begegnet Marie zum ersten Mal Henri Chatelard, dem 35-jährigen Geliebten Odiles, der ein Café und ein Kino in Cherbourg betreibt. Das spröde Mädchen übt auf den doppelt so alten Mann, der sich mit seinem direkten und arroganten Auftreten im kleinen Fischerdorf keine Freunde erwirbt, eine merkwürdige Faszination aus. Noch am selben Tag ersteigert er die Jeanne, das durch einen Unfall beschädigte Boot des unglücklichen Fischers Viau, ohne recht zu wissen, was er mit seinem neuen Besitz anfangen soll. Allerdings gibt ihm der reparaturbedürftige Kahn in den folgenden Tagen die willkommene Gelegenheit, nach Port zurückzukehren und die Nähe Maries zu suchen. Das Mädchen weist seine Annäherungsversuche äußerlich kühl, doch mit heimlicher Freude ab. Aus der Ferne beobachtet Viaus 17-jähriger Sohn Marcel, der einst mit Marie befreundet war, eifersüchtig ihr Treiben. Nach einem Streit mit seinem Vater reißt der Junge, der sich von allen ungeliebt fühlt, von zu Hause aus, lauert Chatelard auf und schießt auf dessen Wagen. Der überwältigt seinen Angreifer, bricht ihm dabei den Arm und nimmt Marcel mit nach Cherbourg, um ihn ärztlicher Behandlung und der Betreuung Odiles anzuvertrauen.
Vergeblich versucht Chatelard, sich die abweisende Marie aus dem Kopf zu schlagen. Unter einem Vorwand lockt er sie nach Cherbourg, wo es ihm gelingt, mit dem Mädchen allein zu sein, indem er Odile zu ihrem Patienten schickt. Doch während er sich bloß abermals eine Abfuhr Maries einhandelt, überrascht er Odile und Marcel in einer verfänglichen Situation. Schließlich lässt Marie über Odile ausrichten, dass sie niemals ihr Heimatdorf verlassen werde, sondern eines Tages einen Fischer aus Port heiraten werde, der ihr eines der schönsten Häuser des Ortes baue. Während Odile glaubt, ihre Schwester spreche von einem Geliebten in Port, versteht Chatelard die Botschaft. Er gibt Café und Kino in Cherbourg auf und kehrt nach Port zurück, um die Jeanne ihrer Bestimmung als Fischerboot zuzuführen. Nun hat er endlich das Herz Maries gewonnen, die am Quai steht und winkt, als der neue Fischer zu seiner ersten Fahrt aufbricht.

## Stellung in Simenons Werk
Im Nachwort zum Roman aus dem Winter 1938 beschrieb Simenon, dass er seit seinen Anfängen als Schriftsteller versucht habe, „der menschlichen Wahrheit nachzuspüren, und zwar jenseits aller Psychologie, die ja nichts weiter ist als die offizielle Version der Wahrheit“. Sein Ziel sei eine „Wiedervereinigung der geistigen und der sinnlichen Sphäre“. Ohne das Ziel bislang erreicht zu haben, sei er beim Schreiben von Die Marie vom Hafen „einer geringfügigen Annäherung“, „eines Funkens, eines Hoffnungsschimmers“ gewahr geworden. Man solle ihn als Schriftsteller „nach der Marie und nach dem Weißen Ross bewerte[n]“ im Sinne eines in der Zukunft einzulösenden Versprechens.
Laut Simenons Biograf Stanley G. Eskin hoffte Simenon, mit dem Roman „eine neue Etappe in seiner Entwicklung“ einzuleiten, mit der er die Produktion von „alberner“ oder bloß „alimentierender“ Literatur hinter sich lassen wollte. Zu La Marie du port schrieb er: „Es ist der einzige Roman, der mir in einem vollkommen objektiven Stil geglückt ist.“ Für Eskin war der Roman aber „auf keinen Fall ein krasser Übergang zu einem vollkommenen Stil oder Niveau“, wiewohl er ihn zu Simenons besseren zählte. Er verwies vielmehr auf den biografischen Hintergrund des Romans, den Simenon am Ort des Geschehens in Port-en-Bessin geschrieben habe, als er vorübergehend dem Gesellschaftsleben in Paris entflohen sei, „um sich mit den rauhen Burschen des kleinen bretonischen Hafens […] im Armdrücken zu messen.“

## Rezeption
Laut Stanley G. Eskin rief La Marie du port bei seinem Erscheinen ein „beträchtliches Echo“ hervor und wurde in der Presse „allgemein gelobt“. André Thérive besprach den Roman in Le Temps gemeinsam mit Le suspect und gelangte zum Schluss: „Wäre dieser Roman von einem unbekannten Autor veröffentlicht worden, würde alle Welt ‚Meisterwerk‘ schreien!“ Simenon sei „[w]ahrlich ein großer Romancier“ und besitze ein „ureigenes Talent, eines der ungewöhnlichsten, das in Frankreich zutage getreten ist.“ André Gide urteilte zum Roman: „Exzellent in jeder Beziehung. Nichts fehlt. Einer der besten.“ Er kritisierte aber auch einige stilistische Marotten Simenons, etwa die zahlreichen rhetorischen Fragen.
Die Hessische Allgemeine beschrieb: „Von der ersten bis zur letzten Seite baut sich ein intensiver, hypnotisierender Spannungsbogen auf, der einen das Buch nicht beiseite legen läßt. Obwohl ein Schuß fällt, ist der Roman kein Krimi.“ Stanley G. Eskin ordnete die „Geschichte einer Brautwerbung“ vielmehr als „komische[n] Roman“ mit „einigen wunderbaren kleinen Szenen“ ein. Auch für Peter Kaiser war Die Marie vom Hafen Simenons „witzigster Roman“ und gleichzeitig eine „Studie über die Macht der Liebe“ mit einer „der stärksten Frauengestalten in Simenons Romanwerk“. Alfred Ohswald sprach von „Simenons Version der ‚widerspenstigen Zähmung‘“. Laut Hans-Jost Weyandt verzichtete Simenon auf jeden literarischen Kniff: „[D]ieser erzählerischen Hartnäckigkeit entspricht das Sträuben der Titelfigur gegen jeden Vereinnahmungs- oder Eroberungsversuch.“ Simenon porträtiere „einen aussterbenden Menschenschlag, der sich resistent zeigt gegen jeden modernen Eingriff, auch den des Erzählers.“
Im Jahr 1950 verfilmte Marcel Carné die Romanvorlage unter dem Titel La Marie du Port (deutsch Die Marie vom Hafen) mit Jean Gabin, Blanchette Brunoy, Nicole Courcel, Claude Romain und Louis Seigner.

## Ausgaben
- Georges Simenon: La Marie du port. Gallimard, Paris 1938 (Erstausgabe).
- Georges Simenon: Die Marie vom Hafen. Übersetzung: Ursula Vogel. Diogenes, Zürich 1989, ISBN 3-257-21683-1.
- Georges Simenon: Die Marie vom Hafen. Ausgewählte Romane in 50 Bänden, Band 12. Übersetzung: Ursula Vogel. Diogenes, Zürich 2011, ISBN 978-3-257-24112-9.
- Georges Simenon: Die Marie vom Hafen. Übersetzung: Claudia Kalscheuer. Mit einem Nachwort von Christian Seiler. Hoffmann und Campe, Hamburg 2019, ISBN 978-3-455-00518-9.